# Métavers
Ne doit pas être confondu avec multivers.

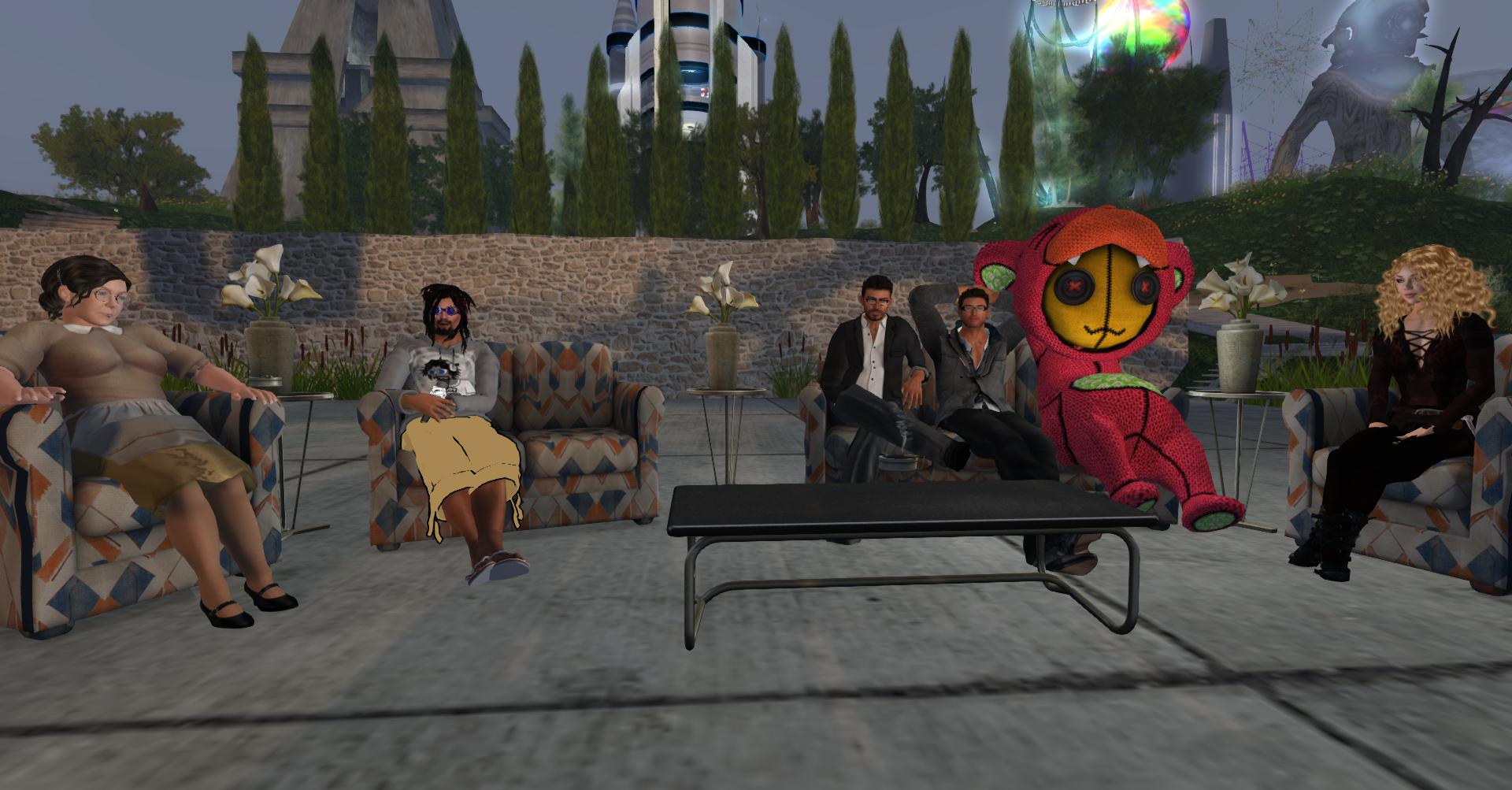
Des avatars socialisant dans le jeu Second Life en 2014.

Un métavers est un monde virtuel. Le terme est régulièrement utilisé pour décrire une version futuriste d'Internet où des espaces virtuels, persistants et partagés sont accessibles via interaction 3D ou 2D en visioconférence.
Une autre définition conçoit le métavers comme l'ensemble des mondes virtuels connectés à Internet, lesquels sont perçus en réalité augmentée.
Enfin, dans le contexte de la science-fiction (dont le terme est issu), il peut désigner différentes sortes de mondes virtuels immersifs tellement réalistes que les participants peuvent ne pas se rendre compte qu'ils sont dans une simulation, parfois présentée comme une prison numérique : l'exemple le plus célèbre en est sans doute la Matrice dans la série de films Matrix.
Le concept du métavers a fait l'objet d'une importante bulle spéculative dans le monde des nouvelles technologies entre 2020 et 2022, mais s'est finalement soldé par un échec commercial retentissant.  

## Définition
À l'origine, « metaverse » est un mot-valise, composé de la racine grecque meta et du mot anglais universe, qui a été francisé ensuite en « métavers », méta et univers. Le métavers est un méta-univers, ou univers qui va au-delà de celui que nous connaissons. Il s'agit d'un monde virtuel structuré et ouvert.
Le rapport interministériel de la mission française sur le développement des métavers publié en octobre 2022 définit ce dernier comme « un service en ligne donnant accès à des simulations d’espaces 3D temps réel, partagées et persistantes, dans lesquelles on peut vivre ensemble des expériences immersives ».
Pour le journaliste Guillaume Barou, le métavers serait « la superstructure de ces lieux virtuels [différents jeux vidéos, sites web et applis], connectés entre eux par le biais de standards informatiques encore à inventer, où l’on conserverait une ou plusieurs identités virtuelles et que l’on visiterait à l’aide de dispositifs immersifs (lunettes 3D et gants haptiques) encore balbutiants ».
En France, le rapport interministériel de la mission sur le développement des métavers publié en octobre 2022 définit ce dernier comme « un service en ligne donnant accès à des simulations d’espaces 3D temps réel, partagées et persistantes, dans lesquelles on peut vivre ensemble des expériences immersives ».
Sur la base du continuum de Milgram, le chercheur Charles Perez a proposé le continuum du métavers, intégrant la virtualité et l’imaginaire comme les deux dimensions d’éloignement du réel. Il définit, par ce continuum, le métavers comme l’ensemble des technologies qui s’éloignent du réel pour intégrer des éléments du virtuel et de l’imaginaire.
Matthias Hauser, quant à lui, définit trois critères pour décrire le métavers :
- celui-ci doit imiter le monde réel sans en être une exacte copie, ce qui signifie qu'il aura un aspect fictif tout en utilisant les codes de la réalité ;
- il doit être facilement accessible grâce à des objets numériques tels que des smartphones ou des ordinateurs ;
- il doit exister et évoluer de manière continue, même quand l'utilisateur se déconnecte. Le métavers peut créer un Syndrome FOMO (Fear of Missing Out, soit la « crainte d'être passé à côté de quelque chose »)[9].

La Blockchain, les cryptomonnaies, les NFT et les organisations autonomes décentralisées sont des technologies qui ont été étroitement liées au concept de métavers tel que pensé au début des années 2020. Elles contribuent à la disparition de la dualité entre le monde numérique et le monde physique, l'une des grandes promesses du métavers. L’enseignant-chercheur en système d’information Charles Perez prophétise sur ce point : « Il n’y aura plus l’homme et la technologie, mais l’homme avec et même dans l’univers technologique virtuel. L’immersion sera forte au point de ne plus mentionner les différences entre les deux. L’hybridation sera acquise et deviendra notre nouvelle unité de réalité. »

## Historique

### Ancêtres et avant-gardes: de la science-fiction au jeu vidéo
Ce concept a été décrit la première fois (sans être encore nommé ainsi) dans le roman Simulacres de Philip K. Dick en 1964 et Simulacron 3 de Daniel F. Galouye, paru aux États-Unis en 1964 (en France en 1968) et mis à l'écran par Rainer Werner Fassbinder en 1973 dans Le Monde sur le fil, puis repris dans Le Samouraï virtuel, paru en 1992, de Neal Stephenson, qui invente le terme de « métavers ». À la fin des années 1970, Richard Bartle avait déjà créé le premier « MUD » — multi-user dungeon (« donjon multijoueur »), un espace virtuel textuel destiné à unir différentes parties de jeux de rôles, mais sans interface électronique.
Avec le succès d'internet et de ses dérives, des technologies s'apparentant au métavers se mettent à proliférer dans la science-fiction populaire à partir du tournant des années 1990-2000 : Matrix en est sans doute l'exemple le plus célèbre en 1999, mais il est rapidement suivi par la série Black Mirror entre 2011 et 2014, ou encore Ready Player One de Steven Spielberg en 2018. Toutes ces œuvres tendent, à l'image des romans de science-fiction dont elles s'inspirent, à présenter le métavers comme une technologie dystopique, servant surtout à l'asservissement des masses,.

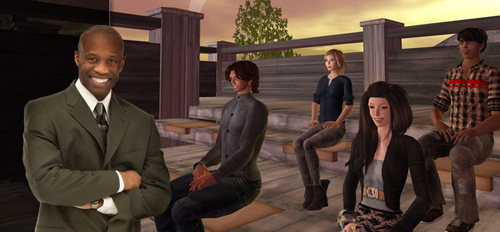
Image tirée du jeu Second Life.

La première grande application du principe du métavers est le Jeu en ligne massivement multijoueur « Second Life », créé en 2003. Ce jeu gratuit permettait à ses utilisateurs d'incarner des personnages virtuels dans un monde créé par les résidents eux-mêmes, et il a fait l'objet d'un certain effet de mode entre 2003 et 2007, avant de connaître un désinvestissement progressif autant des consommateurs que des entreprises qui s'y étaient établies.
Si le jeu en ligne massivement multijoueur est demeuré une catégorie florissante du jeu vidéo (notamment depuis le succès du jeu World of Warcraft), aucun « jeu sandbox » aussi ouvert n'a plus jamais connu le succès. The Sandbox, créé en 2010, en sera la successeur le plus abouti.

### Emballement dans les années 2020
Le concept ré-émerge en 2020, du fait des progrès technique et notamment des réseaux sociaux. En février 2020 ouvre « Decentraland », une plate-forme de réalité virtuelle 3D décentralisée qui se compose de 90 601 parcelles de terrain (environ 23 km2), qui sont autant de jetons non fongibles (NFT) qui peuvent être achetés en utilisant la crypto-monnaie MANA (le budget total du projet est de 1,8 milliard de dollars).
Le 28 octobre 2021, Mark Zuckerberg annonce officiellement que Facebook est rebaptisée « Meta », et dédiera une large part de son activité à l'élaboration d'un métavers, baptisé « Horizon Worlds ». Dans une conférence, il annonce « Le métavers sera le successeur du smartphone. Cette plateforme sera encore plus immersive - une sorte d’internet palpable, où vous serez dans l’expérience au lieu de la regarder ». « Nous espérons amener 1 milliard de personnes à utiliser le métavers », via des « produits de réalité virtuelle et augmentée », « une plateforme de commerce digital », et « une plateforme sociale ». 
Cette réorientation, qui a coûté plus de 13 milliards de dollars à l'entreprise en quinze mois, est considérée comme extrêmement risquée par les spécialistes du secteur : ainsi, selon l’économiste espagnol Manuel Hidalgo, interrogé par El País, « Auparavant quelqu’un créait une technologie, comme le moteur à combustion, et une fois qu’elle était viable, des produits voyaient le jour, comme la voiture. Avec le métavers, la situation est inversée : l’idée est promue et lorsque les commerçants y investissent on la développe ».
Le métavers, toujours sans définition ni idée précise de l'usage qui est censé en être fait, fait alors l'objet d'une foule d'évaluations économiques fantaisistes, dopées par l'abondance de liquidités sur les marchés : on évoque en France 3 000 milliards d'euros, le célèbre cabinet McKinsey & Company parle d'une valeur potentielle de 5 « trillions » (5 000 milliards, selon l'échelle courte) de dollars, et son concurrent Citi de 13 trillions (13 000 milliards) - soit des sommes supérieures à l'économie globale. Pourtant, dès le mois de mai 2022, des doutes sérieux apparaissent : Insider révèle alors que Decentraland, la plate-forme la plus aboutie, ne comptait que 38 utilisateurs quotidiens actifs, et le Guardian rapporte que Horizon Worlds (la plate-forme de Meta), n'a pas généré plus de 470 dollars de revenus au niveau mondial.

### Déception et désertion
Près d'un an après le lancement en fanfare du métavers, l’engouement public n'est toujours pas au rendez-vous, et les « prix de l’immobilier » sont en chute sur tous les projets,, et de 95 % dans The Sandbox,, tandis que le nombre d'utilisateurs ne franchit toujours pas le millier, comme sur Decentraland. RTFKT, concepteur de sneakers virtuelles acquis par Nike fin 2021 pour 280 millions de dollars, est liquidé trois ans plus tard par le nouveau PDG. Du côté de Meta, le vice-président chargé d’Horizon, Vivek Sharma, démissionne de ses fonctions, et Mark Zuckerberg est la cible de moqueries de la part des internautes, tandis que la plate-forme, criblée de bugs, demeure désespérément désertique (200 000 visites par mois pour un objectif initial de 500 000 – contre 3,5 milliards de visites des autres applications du groupe), et que la marque en est réduite à inciter ses propres employés à la « peupler ». En réaction, Meta (dont l'action a perdu les trois quarts de sa valeur en deux ans, soit 700 milliards de dollars,) lance une campagne publicitaire sous le slogan très affirmatif « Le métavers est certes virtuel, mais l'impact sera réel » dans le but manifeste de rassurer ses utilisateurs et surtout ses investisseurs, arguant que le développement d'un tel projet nécessite forcément plusieurs années de maturation.
L'argument ne convainc pas : pour le professeur de management Julien Jourdan, « Il incombe aux architectes du métavers de démontrer son utilité. La tâche est d’autant plus délicate que l’expérience demeure aujourd’hui inaccessible au plus grand nombre. Il faut aujourd’hui, pour faire ses premiers « pas » dans le métavers, un casque de réalité virtuelle, aussi coûteux qu’encombrant. Un Meta Quest 2, le leader actuel du marché, coûte à ce jour autour de 450 euros ». Toutefois, les ventes du Meta Quest demeurent décevantes et chutent rapidement malgré le lancement du meta Quest 3 beaucoup moins cher, et le bilan demeure loin de la rentabilité, faisant perdre plus de 70 milliards de dollars à Reality Labs, qui arrête le Meta Quest Pro. En 2024, Microsoft arrête la production de ses casques HoloLens 2 (qui allait fêter ses dix ans d'indifférence) et Windows MR, et Apple met fin à la production de son casque Vision Pro, aux ventes extrêmement décevantes. 
Pour pallier le manque d'adoption des casques, les métavers sont finalement accessibles via un simple navigateur web ou un smartphone.
Preuve de cette indifférence du public, en novembre 2022, la Commission européenne débourse 387 000 euros pour créer un métavers accessible gratuitement afin de faire la promotion de l'Union Européenne auprès des 18-25 ans éloignés de la politique. La soirée de « gala » a finalement rassemblé un total de cinq participants.
Début 2023, aucun projet de métavers n'est rentable ni viable, les investisseurs se retirent les uns après les autres et Decentraland, la plate-forme la plus aboutie, plafonne à 8 000 utilisateurs quotidiens, mais plus souvent quelques dizaines seulement. A la fin de la même année, Microsoft annonce mettre un terme au support des casques de réalité virtuelle de l'écosystème « Windows Mixed Reality ».
Ed Zitron de Business Insider et Marc Olinga de The Street déclarent ainsi la mort de la mode du Metavers, supplanté par l'intelligence artificielle comme nouvelle tendance du moment en informatique,. Bill Gates confirme : « Je ne pense pas que le Web3 soit si important ou que le métavers seul soit révolutionnaire, mais l’IA est assez révolutionnaire ». 
En mars 2023, après un plan de licenciements massif, Mark Zuckerberg prend un virage stratégique pour Meta en annonçant que sa priorité sera désormais l'intelligence artificielle. Il enterre ainsi discrètement ses ambitions de métavers qui ruinaient l'entreprise depuis plusieurs années sans jamais générer recettes ni intérêt. Le Nasdaq salue ce virage et encourage les investisseurs à se détourner de ces projets dont l'effet de mode semble passé avant même qu'ils soient aboutis.

### Perspectives
Le métavers, après avoir connu un essor significatif durant le boom des cryptomonnaies et des NFT (essentiellement entre octobre 2021 et mars 2022), a subi les contrecoups d'un marché baissier en crypto-monnaie dès 2022, et de l'effondrement de la bulle spéculative des NFT à la même époque. Cependant, malgré ce ralentissement, le secteur n'est pas forcément obsolète pour autant : fin 2023, le métavers présentait encore une capitalisation de 11 milliards d'euros, restant un domaine conséquent dans l'écosystème crypto. Des projets phares comme The Sandbox et Decentraland maintiennent leur position avec des capitalisations respectives de 670 et 640 millions d'euros, et certaines entreprises majeures continuent d'investir dans le métavers, à l'image de la firme Elrond qui s'est renommée MultiversX, démontrant que ces projets d'univers parallèles numériques peuvent encore avoir quelque chose à proposer.
Chez Meta, la dernier grand pari de Reality Labs est un projet de lunettes connectées, considérées comme plus acceptables que les casques de réalité virtuelle (dont les ventes se sont effondrées). Le principal client envisagé est en réalité l'armée américaine, friande de soldats « augmentés » et déjà unique client significatif des casques de réalité virtuelle de Microsoft,,.

## Faisabilité
Raja Koduri, vice-président du concepteur de puces Intel, estime qu'un métavers généralisé exigerait une puissance informatique « mille fois supérieure à l’actuelle », multipliant d'autant plus l'impact écologique de ces technologies et demandant probablement plusieurs décennies avant d'être atteint.
Dans un article publié en février 2022 dans le New York Times et intitulé « Is the Metaverse Just Marketing? », Lauren Jackson affirme que le métavers « ne se développe pas à cause d'un manque d'infrastructures matérielles et logicielles, d'une approche monopolistique du développement des plateformes et d'un manque de normes de gouvernance claires ».
Au-delà des freins technologiques et de gouvernance, la question de l'adoption des métavers par le tout public reste ouverte. Il est question de leur utilité (en particulier du fait de leur faible fréquentation), leur accessibilité et leur facilité d'usage. Si de grands acteurs présentent un métavers accessible via un casque de réalité virtuelle, il est également possible d'utiliser un navigateur ou une simple application mobile.

## Applications
- Créé en 1985 et sorti en version beta l'année suivante, le jeu Habitat est sans doute le premier environnement multi-joueurs, lancé par Lucas Arts sur Commodore 64, en partenariat avec America Online. Les participants y étaient représentés par des avatars évoluant dans un monde virtuel.
- En 1993, Steve Jackson Games a lancé un MMO (un système de réalité virtuelle basé sur du texte et à faible consommation de bande passante) appelé The Metaverse et intégré à leur système online de BBS Illuminati Online. Plusieurs autres éditeurs de jeux y ont ouvert des commerces virtuels, préfigurant l'engouement commercial et immobilier que connaîtront d'autres logiciels des années 2000.
- Au milieu des années 1990, SenseMedia a créé un MMO appelé SnowMOO. Le monde était inspiré de Snow Crash et correspondait à une mise en œuvre d'un métavers basé sur du texte. SenseMedia a aussi lancé ChibaMOO (aussi appelé The Sprawl) qui était inspiré de la littérature Cyberpunk de William Gibson mais qui prenait lui aussi la forme d'un métavers basé sur du texte.
- Active Worlds, qui était entièrement inspiré de Snow Crash, a rendu populaire le projet de créer un métavers en 1997 en diffusant des mondes de réalité virtuelle capables de mettre en application le concept du métavers.
- Toujours en 1997, Canal+ Multimedia et Cryo ont proposé Le Deuxième Monde, un environnement virtuel souvent présenté comme un des précurseurs de Second Life.
- En 2003, Second Life est le pionnier d'une plateforme sociale et économique basée sur un système de micropaiement où les utilisateurs ont la propriété intellectuelle de leurs créations, et sont libres de construire eux-mêmes leurs espaces et leurs communautés.
- Vircadia est un métavers open source, décentralisé et gratuit ou les utilisateurs peuvent héberger leurs propre serveurs[49],[50]. Il existe aussi Overte qui a pour but d'améliorer les bugs et défauts de Vircadia[51].
- « Decentraland », créé en 2020, est une plate-forme de réalité virtuelle 3D décentralisée fondée sur les jetons non fongibles (NFT)[14].
- Le 28 octobre 2021, Meta (précédemment nommé Facebook) lance son métavers Horizon Worlds[52],[53],[15],[54].
- Le 29 juin 2022, Jamespot lance un métavers professionnel[55].

La prolifération des métavers amène à se questionner sur leur encadrement juridique, notamment au regard de la gestion des données et de la propriété intellectuelle dans ces mondes virtuels. Par ailleurs, cette prolifération est elle-même en contradiction avec l'idée originale de métavers, qui est censé être un univers unique et d'accès libre, et pas un marché concurrentiel de serveurs privés.

## Web3
Un des thèmes récurrents est qu'un métavers conduira au Web3D. The Metaverse Roadmap Summit en 2006 a publié un rapport détaillé, leur feuille de route pour le métavers, voire à une nouvelle forme de Web 3.0 (Web3).
Virtual Real Worlds de MellaniuM Design et Tele3DWorld se consacre à la création d'environnements réalistes 3D pour toutes sortes d'applications. Metaverse peut être divisé en deux types de plateformes différents. La première consiste à créer un métavers blockchain, à l'aide de crypto-monnaies et de jetons non fongibles qui permettront aux gens d'acheter des parcelles de terrain virtuelles, puis de construire leur environnement. Dans le même prolongement, Carrefour investit dans le numérique et s'associe à Facebook (Meta) et Microsoft adapte sa plateforme Microsoft Azure Digital Twins aux applications de metavers pour le BtoB.

### Crypto-métavers alimenté par la blockchain
Le crypto-métavers fait référence à des environnements numériques interconnectés, alimentés par la blockchain, où les utilisateurs, représentés par des avatars dans des paysages numériques, interagissent en utilisant des cryptomonnaies, ce qui permet l'achat et la vente de divers actifs numériques tels que des terres virtuelles, des objets d'avatars et d'autres biens numériques. La propriété des actifs numériques est généralement représentée sous la forme de jetons non fongibles. Les entreprises utilisent le crypto-métavers pour promouvoir leurs produits et services et faciliter l'engagement des consommateurs avec les marques. Par exemple, les consommateurs peuvent acheter des articles numériques à Gucci Town, Vans World, Nikeland et Ralph Lauren Winter Escape sur le crypto-métavers Roblox; assister à des défilés de mode virtuels de Dolce & Gabbana sur le crypto-métavers Decentraland; et participer à des fêtes virtuelles exclusives avec Snoop Dogg ou Paris Hilton sur le crypto-métavers Sandbox.
Les recherches montrent que l'économie de l'immobilier dans les métavers s'apparente à celle de l'immobilier physique, avec des valorisations supérieures à proximité des principaux points de repère, des propriétaires fonciers célèbres, des adresses mémorables et des rues animées,. En décembre 2021, un investisseur a payé 450 000 USD pour une parcelle de terrain numérique à côté du manoir virtuel de Snoop Dogg dans le bac à sable. Les recherches montrent que les investisseurs du crypto-métavers peuvent être classés en quatre groupes principaux : ceux qui sont attirés par l'esthétique et l'identité à travers l'expression de soi et l'innovation ; ceux qui recherchent les connexions sociales et l'engagement communautaire ; ceux qui se concentrent sur la spéculation et l'investissement ; et ceux qui s'intéressent à l'innovation technologique et à la perturbation. En août 2023, la capitalisation boursière du crypto-métavers se situera entre 7 et 12 milliards de dollars,. Auparavant, les projections financières variaient considérablement: J.P.Morgan estimait en octobre 2022 que le métavers atteindrait une valorisation de 1 000 milliards de dollars, McKinsey prévoyait une valorisation de 5 000 milliards de dollars en juin 2022, et Citigroup prévoyait une valorisation comprise entre 8 et 13 000 milliards de dollars.

## Économie et paiements dans le Métavers
Étant une reconstruction du monde réel créée par des entreprises commerciales, le Metavers possède un système de paiement permettant à ses utilisateurs de faire des transactions. Cet argent virtuel permet de faire des achats et des ventes d’une multitude d’objets comme des vêtements, des accessoires, de l’immobilier, etc. L'achat d'article dans ce monde virtuel permettrait d'avoir un vrai aperçu d’un futur achat sans même avoir à se déplacer. Le Metavers serait composé de « digital twins » de ces locations, ces vêtements, ces meubles et ces magasins déjà existants dans le monde réel. Chaque « Vers » possèderait sa propre monnaie, convertible en monnaies d'autres Vers.
L’univers du Métavers pourrait bouleverser l'économie numérique. Au début de l'année 2022, sa capitalisation totalise 30 milliards d’euros. Environ 3,5 millions d’utilisateurs utilisent la finance décentralisée du monde virtuel, dont 400 000 qui se sont initiés aux métavers. L’objectif de créer un univers numérique parallèle est l'objectif avoué de ces projets, dans un but clairement lucratif.

### Cryptomonnaies et NFT

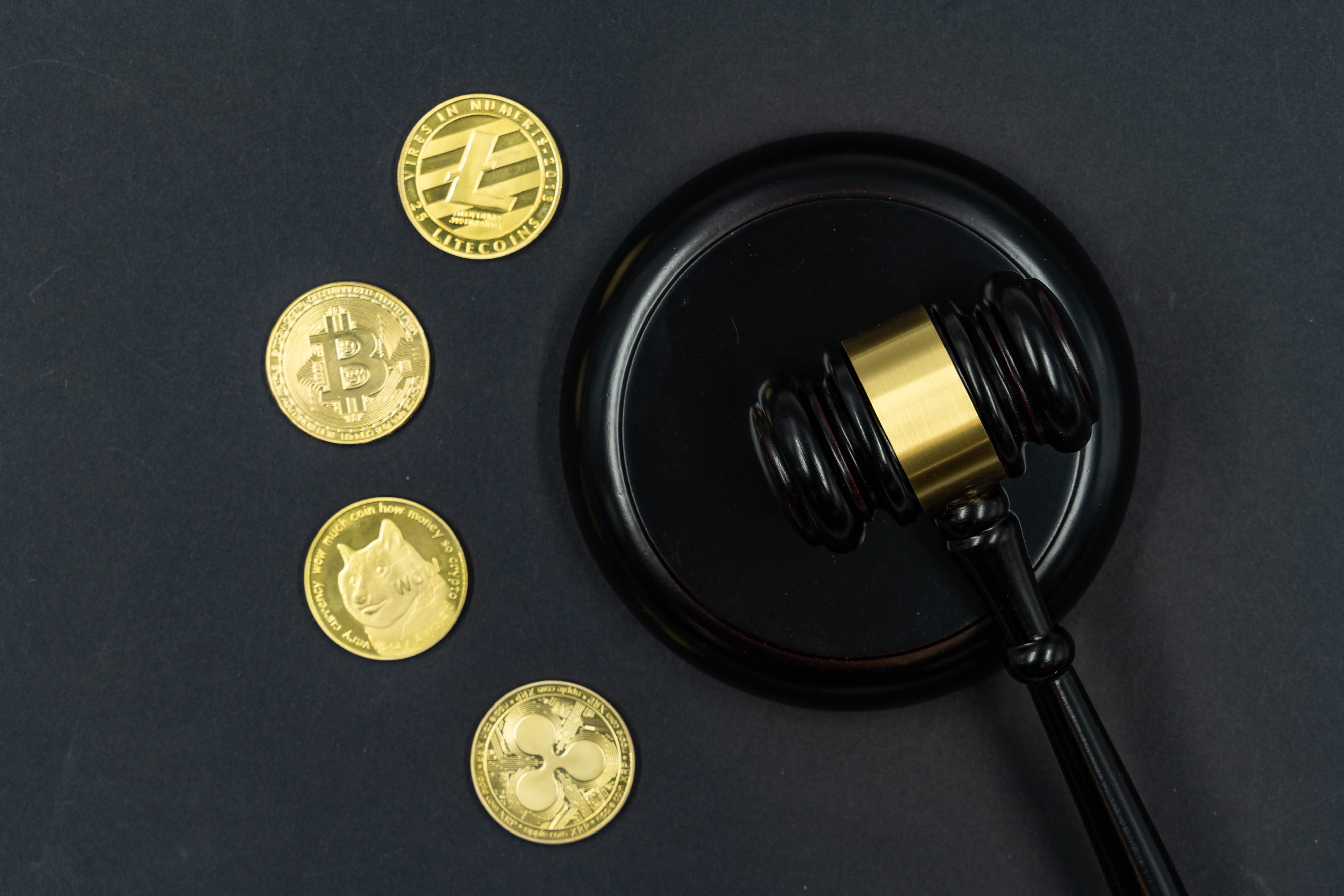
Cryptomonnaies

Pour une grande partie des développeurs et investisseurs, le Metavers et la cryptomonnaie sont liés et feront partie du Web 3D. Le cœur des deux concepts repose sur la Blockchain, un registre numérique public qui conserve les données des transactions. La blockchain est le parfait outil afin d’obtenir une très rapide confirmation de l'information et des transactions bien sécurisées.
Dans l'économie du métavers, des objets virtuels uniques pourraient être distribués en tant que jetons non fongibles, ou NFT. Le jeton non fongible (« Non-Fungible Token », NFT) est une pièce unique qui n’est pas interchangeable. C’est un fichier auquel un certificat numérique d’authentification a été associé, de manière que cet objet ne puisse exister qu'en un seul exemplaire, associé à son propriétaire, dans un univers virtuel donné. Ce dernier peut prendre plusieurs formes, tel qu’une peinture digitale, une vidéo, une photographie ou bien un film - ou à terme, des vêtements ou équipements d'avatars virtuels dans le métavers. Lors de l'achat d'un NFT, on prend possession de la propriété exclusive de l’œuvre unique émis par la Blockchain Ethereum. Les NFT sont achetés et vendus comme des œuvres d’art physiques à travers le monde.
L'effondrement des cryptomonnaies à partir de 2022 a participé à l'échec des projets de métavers, ceux-ci entraînant à leur tour ces monnaies dans leur chute.

## Données personnelles
La protection des données des utilisateurs est l'un des enjeux majeurs des métavers, d'autant que la plupart des projets actuels sont portés par des entreprises dont la principale activité est la revente de données personnelles.
Meta a récemment indiqué qu'elle souhaitait respecter la vie privée des utilisateurs, pourtant Facebook est aujourd'hui maître dans la collecte et de l'exploitation des données pour savoir par tous les moyens ce qui va retenir l'attention des utilisateurs (ils collectent tout, même le temps de lecture d'un message, la vitesse de défilement des doigts, etc.).
La collecte au sein du métavers ouvre donc un espace d'autant plus grand à ce commerce de l'ombre, où le comportement, la pression sanguine, les expressions faciales deviendraient de simples données collectées par des capteurs sur le casque virtuel ou sur les combinaisons immersives nécessaires à l'utilisation du métavers. Tout ce que fait l'utilisateur pourra être utilisé.
Le Financial Times a examiné plus d'une centaine de demandes de brevets déposées par Meta aux États-Unis, dont beaucoup ont été accordées, pour mieux comprendre l'objectif et la vision de l'entreprise par le gouvernement.
En analysant tous les brevets déposés, le journal a constaté que beaucoup d'entre eux concernaient la création de capteurs permettant de créer des copies 3D de personnes et d'objets. Le système a été décrit comme un « programme de clonage humain ». Cela prouve que derrière les promesses de Facebook, l'entreprise compte bien utiliser massivement les données des utilisateurs pour ses propres technologies.

### Pouvoirs publics
La question des pouvoirs publics est complexe dans le contexte du métavers : en effet, il s'agit à la fois d'un lieu où peuvent se dérouler des délits (notamment des arnaques), mais c'est aussi espace virtuel sans territorialité légale (les serveurs sont généralement situés dans des pays étrangers, et les entreprises peuvent être domiciliées dans des paradis fiscaux). Les difficultés déjà grandes à contrôler l'utilisation des données sur internet seraient donc décuplées dans un métavers.
Malgré la mise en place de réglementations comme le RGPD en Europe, aucun dispositif n'a encore pu empêcher que de nombreuses affaires éclatent, comme le scandale Cambridge Analytica ou les affaires concernant WhatsApp, mettant en évidence la collecte et l'utilisation massive des données des utilisateurs sans leur consentement par les GAFAM.
Face à ces problèmes, la question est de savoir comment les GAFAM peuvent garantir le respect des droits fondamentaux alors qu'il n'a jamais été aussi facile de collecter les données des individus. A mesure que les domaines dans lesquels la collecte de données est possible augmentent, le champ d'application des réglementations et des lois visant à protéger les utilisateurs devra également être étendu.
Ainsi, le RGPD continuera à fonctionner au sein du métavers (en tant qu'environnement numérique), mais il devra être amélioré et étendu pour que tous les utilisateurs soient assurés de leur vie privée, car le métavers entraînera une augmentation exponentielle de la quantité de données produites.

## Dans la fiction
Le métavers a été d'abord imaginé en fiction. En 1957, Isaac Asimov publie son roman Face aux feux du soleil. Il y mentionne des échanges entre les habitants de Solaria sous la forme d’hologrammes. Il s’agit de l’une des premières descriptions de technologies de communication à distance via la réalité mixte. La description faite est proche de la vision actuelle de Microsoft avec les HoloLens.
Le métavers est également abordé en 1964 dans Simulacres de Philip K. Dick et Simulacron 3 de Daniel F. Galouye, idée reprise au cinéma par Rainer Werner Fassbinder en 1973 dans Le Monde sur le fil, avant d'être reprise et finalement baptisée par Le Samouraï virtuel, paru en 1992, de Neal Stephenson.
Le succès de ce thème ne s'est jamais démenti, souvent dans une optique critique effrayée, notamment dans la série de films Matrix (à partir de 1999), où le métavers sert à garder l'humanité sous contrôle. La série d'anticipation Black Mirror a aussi souvent mobilisé ce thème dans une optique terrifiante.
Un exemple plus récent et plus léger est le métavers « OASIS », au cœur du film Ready Player One de Steven Spielberg (2018, adapté du roman éponyme d'Ernest Cline, paru en 2011).
Plus loin dans le temps, l'idée du métavers emprunte beaucoup à l'Allégorie de la caverne exposée par le philosophe grec Platon dans La République, qui fut ouvertement une source d'inspiration au moins pour Matrix.
Le regain d'intérêt au début des années 2020 pour le métavers a entraîné l'apparition d'un certain nombre de romans traitant de cette question, comme Les liens artificiels, de Nathan Devers, ou Moi, Omega, de Erwan Barillot,,.